# Oscar Reile

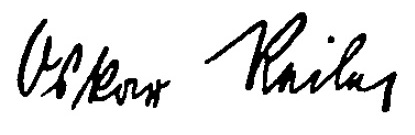
Unterschrift Reiles (1930er Jahre).

Unterschrift Reiles (1970).

Oscar Max Arthur Reile (Rufname auch in der Schreibweise Oskar) (* 3. Dezember 1896 in Strutzfon, Westpreußen; † 27. April 1983 in Mölln) war ein deutscher Geheimdienstmitarbeiter der Abwehrabteilung der Reichswehr, des Amtes Ausland/Abwehr der Wehrmacht, der Organisation Gehlen und des Bundesnachrichtendienstes.

## Leben

### Bis 1920
Oskar Reile war der Sohn des Landwirts und späteren Bürgermeisters Bernhard Reile und seiner Ehefrau Mathilde, geborene Künzele, und wuchs als Ältester von drei Geschwistern auf dem elterlichen Bauernhof im westpreußischen Kreis Kulm auf. Die Familie stammt von schwäbischen Siedlern ab, die im 18. Jahrhundert nach Westpreußen auswanderten. Ab 1907 besuchte er das Gymnasium in Graudenz. Am 5. August 1914 meldete Reile sich, noch während seiner Gymnasialzeit, als Kriegsfreiwilliger beim 3. Westpreußischen Infanterie-Regiment Nr. 129 zum Kriegsdienst im Ersten Weltkrieg und erhielt ein Not-„Reifezeugnis der Unterprima“ (12. Klasse). 1919 bekam er nachträglich sein Abitur.
Als Reserveoffiziersanwärter beförderte man Reile im November 1915 zum Unteroffizier und einige Wochen später zum außeretatsmäßigen Vize-Feldwebel, was dem Fähnrichsrang der Berufsoffizierslaufbahn entsprach. Am 14. Juni 1917 wurde er Leutnant der Landwehr. Bei Einsätzen an der Ost- und der Westfront wurde er zweimal verwundet. Im April 1917 erhielt er das Eiserne Kreuz II. Klasse. Zuletzt beim 8. Westpreußischen Infanterie-Regiment Nr. 175, geriet er am 21. November 1917 bei Cambrai in britische Gefangenschaft, in der er bis November 1919 blieb. Ende Dezember wurde Reile aus dem Militärdienst entlassen. Das Jahr 1920 verbrachte Reile auf dem elterlichen Hof in Strutzfon.

### Kriminalbeamter 1921–1934
Nachdem das Kulmer Gebiet nach Kriegsende Polen zugesprochen worden war, siedelte Reiles Familie zuerst nach Ostpreußen über, später nach Berlin. Oscar Reile dagegen trat am 1. Januar 1921 als Wachtmeister in die Kriminalpolizei der Freien Stadt Danzig ein. Am 1. Oktober 1921 wurde er zum Kriminalkommissar und Leiter der Fremdenpolizei ernannt. Im April 1931 wurde er Kriminalrat und am 15. Dezember 1933 Leiter der Danziger Kriminalpolizei.
1922 bekam Reile durch den damaligen Abwehrmann Walter Weiß Kontakt zum Spionagedienst der Wehrmacht (Abwehrstelle Ostpreußen), für die er von da an als inoffizieller Mitarbeiter arbeitete, ohne zunächst seine Vorgesetzten zu informieren. Bis 1934 führte Reile für die Abwehr zahlreiche polnische V-Leute und bezahlte Agenten. Bereits Ende der 1920er Jahre wurde er in polnischen Zeitungen als Geheimdienstmitarbeiter enttarnt.
Zum 1. März 1933 trat Reile der NSDAP bei (Mitgliedsnummer 1.508.011). Im Auftrag des Danziger SA-Führers Max Linsmayer missbrauchte er seine Funktion als Polizeibeamter, um die Danziger SA-Mitglieder politisch zu überprüfen. 1934 geriet Reile in innerparteiliche Auseinandersetzungen zwischen Linsmayer, dem Senatspräsidenten der Freien Stadt Danzig Hermann Rauschning und dem Innensenator SS-Oberführer Arthur Greiser, die Greiser für sich entschied. Reile, der aufs falsche Pferd gesetzt hatte, schied im September 1934 aus dem Polizeidienst aus. Seine nach dem Zweiten Weltkrieg aufgestellte Behauptung, er sei im Juli 1934 wegen NSDAP-feindlichem Verhalten durch Greiser entlassen worden, ist unrichtig.
Im November 1924 hatte Reile die aus Danzig stammende Helene Lockenwitz geheiratet. 1926 wurde die Tochter Friderun geboren. Reile war literarisch interessiert. Von 1929 bis 1931 war er Gasthörer im Fach Philologie an der Technischen Hochschule Danzig. Ohne Namensnennung gab er mit einem Polizeikollegen den Bildband „Abgetrenntes deutsches Land. Lichtbilder aus Danzig und Umgebung“ (Königsberg 1931) heraus. Ferner schrieb Reile „zum Ausgleich für die anstrengende, Härte erfordernde geheime Tätigkeit lyrische Gedichte“, die er 1933 veröffentlichte.

### Abwehr-Offizier 1934–1945
Oscar Reile hatte schon im Frühsommer 1934 seine Einstellung in den militärischen Geheimdienst der Wehrmacht beantragt und wurde ab Oktober 1934 – mit einer dreimonatigen Probezeit – offiziell Abwehr-Mitarbeiter, wo er erst als Landwehr-Hauptmann und ab März 1935 als Ergänzungsoffizier geführt wurde. Zunächst war er Referent der Abteilung IIIF (Gegenspionage) der Heeresdienststelle Kassel (später umbenannt in Generalkommando IX. Armeekorps), dann in der Abwehrstelle Wiesbaden (XII. Armeekorps). Von August 1939 bis Mai 1940 war Reile dort Sachbearbeiter der Abwehr-Nebenstelle Trier, wo er für die Aufdeckung französischer Spionage sowie für den Kontakt mit V-Leuten in Frankreich und Belgien zuständig war. Zum 1. November 1939 wurde er zum Major befördert. 1935 lernte Reile auch den Leiter der Abwehrabteilung, Admiral Wilhelm Canaris, kennen, mit dem er später mehrfach offiziell zusammentraf. Mit wenigen Unterbrechungen war Reile offiziell bis Ende 1954 als in Trier wohnhaft gemeldet.

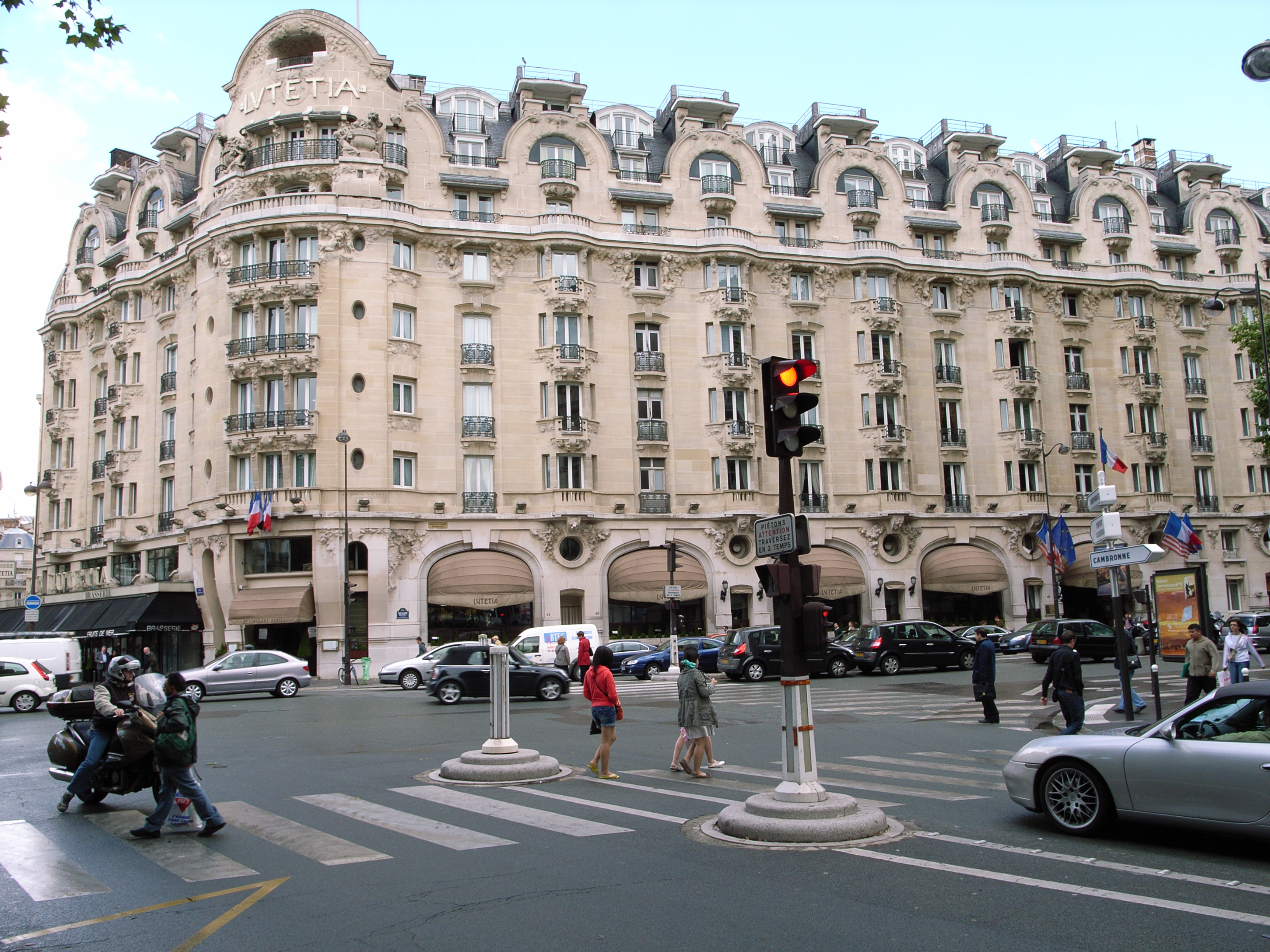
Hotel Lutetia in Paris, Sitz der deutschen Gegenspionage 1940–1944.

Nach dem Überfall auf Polen erhielt Reile im Rahmen der Planung für einen Angriff auf Belgien und Frankreich die Aufgabe, ein „Abwehrkommando“ aufzustellen, das beim Westfeldzug wichtiges Aktenmaterial erbeuten und sichten sollte. Dieses Abwehr-Einsatzkommando „Fadango“ („Kommando OKW IV“), dem 137 Soldaten und 28 Beamte der Geheimen Feldpolizei angehörten, war unter Reiles Führung vom 10. Mai bis 20. Juni 1940 mit wechselndem Erfolg im Einsatz. In Luxemburg befreite das Kommando dabei 7 eigene inhaftierte Agenten, darunter Roger Hentges. Im Juni 1940 wurde Reile Sachbearbeiter (III F – Gegenspionage) bei der Abwehrleitstelle Frankreich, die im Pariser Hôtel Lutetia untergebracht war. Schwerpunkt seiner Arbeit war zunächst Spionage gegen das Vichy-Regime, später die Bekämpfung der Résistance, wobei die Abwehr die ihr unterstellte Geheime Feldpolizei einsetzte und eng mit dem SS-Sicherheitsdienst zusammenarbeitete. Ab 1. November 1941 wurde der bisherige Ergänzungsoffizier zu den „aktiven Truppenoffizieren“ überführt. Anfang März 1942 wurde Reile zum Oberstleutnant befördert und im März 1943 zum Leiter der Abteilung III der Abwehrleitstelle Frankreich ernannt.
Im Februar 1944 wurde Reile zum Kommandeur der Leitstelle III West für Frontaufklärung ernannt, einer etwa 550 Mann starken Gruppe von vier Frontaufklärungskommandos, die als Sabotageabwehreinheiten dienen sollten. Nach der alliierten Landung in der Normandie versuchte Reile vergeblich, eine „R-Netz“ genannte Organisation von Saboteuren aufzubauen, die sich von den Feindtruppen überrollen lassen sollten. Am 18. August 1944 verließ Reile Paris. Bis Kriegsende zog er sich mit seiner Dienststelle aus Frankreich über Belgien und den Niederlanden nach Riedelbach im Taunus zurück. Im Mai 1945 konnte er zunächst der Gefangenschaft entgehen. Am 31. Mai meldete er sich bei der Polizei in Trier und gab an, dass sein Haus zerstört sei und er über den Verbleib seiner Frau und seiner Tochter nichts wisse; außerdem bat er darum, ersatzweise ein Meldepapier zu erhalten und seine Anwesenheit bei der alliierten Besatzung zu melden. Anschließend stellte sich Reile dem amerikanischen Counter Intelligence Corps.
Nach eigenen Angaben blieb Reile bis Mitte 1948 in britischer und anschließend „noch einige Monate“ in französischer Gefangenschaft. Die britischen Vernehmer notierten, dass Reile es zu Beginn seiner Internierung abgelehnt habe, belastende Informationen über seine Offiziere oder Agenten zu geben. Es sei aber möglich gewesen, ihn davon zu überzeugen, seine Meinung zu ändern, und er habe frei (freely) über diese Dinge gesprochen. Seine Aussagen seien zuverlässig (reliable). Als Reile ab 1949 wieder deutscher Geheimdienstmitarbeiter wurde, verschwieg er diese Vernehmungen und seine Aussagebereitschaft.

### Organisation Gehlen und BND 1949–1961
Im Herbst 1949 trat Oscar Reile in die Organisation Gehlen (OG) ein, dem Vorläufer des BND. Dort führte er den Decknamen Rischke. Anfang 1950 begann er in der OG eine Außenstelle für Gegenspionage aufzubauen, die aber bereits nach neun Monaten wieder aufgelöst wurde.
1951 wurde Reile Leiter der Gegenspionage in der OG-Generalvertretung L in Karlsruhe, wo der später als sowjetischer Spion enttarnte ehemalige SD-Mann Heinz Felfe unter ihm arbeitete. Nach Spannungen mit dem Leiter der Generalvertretung wechselte Reile im Sommer 1952 in die Abteilung Gegenspionage der OG-Zentrale in Pullach, deren Leiter Kurt Köhler war. In diesem Bereich waren neben Reile nach 4 weitere Referenten tätig, zu denen unter anderem Wolf von Rothkirch und Panten und ab Herbst 1953 Felfe gehörten. 1953/54 gelang es Reile nach eigener Darstellung, ein östliches Spionagenetz aufzudecken. Bei der Gerichtsverhandlung sei er als Hauptzeuge der Bundesanwaltschaft aufgetreten. Nach eigenen Angaben wurde Reile in seiner Tätigkeit durch seine Vorgesetzten zunehmend eingeschränkt und bat – gemeinsam mit seinem alten Mitarbeiter Hermann Giskes – Ende 1955 um die Versetzung in eine andere Dienststelle. Besonders ausgebaut wurde der Arbeitsbereich Gegenspionage ab 1956. Als sich die Nachrichtenbeschaffung aus den Regionen Naher Osten und China als immer dringlicher erwies, wurde 1958 des Referat Gegenspionage Südost mit der Chiffre 507/1 geschaffen, dessen Leitung Reile übernahm. 1961 wurde Reile nach Erreichen der Altersgrenze pensioniert.
Innerhalb der Organisation Gehlen galt Reile als erklärter Gegner Gehlens, dem er mit beißender Kritik mangelhafte Spionagepraxis, „geheimnistuerischen“ Führungsstil und insbesondere die folgenschwere Fehleinschätzung im Fall des Doppelspions Heinz Felfe vorwarf. Reile will Gehlen bereits Ende 1952 vor Felfe gewarnt haben. Ferner zog er im Mai 1955 tatsächlich Erkundigungen über Felfe ein, einerseits bei Johannes Horaczek, dem ehemaligen Leiter der Abwehrstelle Warschau, andererseits bei Karl Kleineberg vom Verfassungsschutz Nordrhein-Westfalen. Im Juni 1956 wurde Reile selbst über Felfe befragt. Dennoch war Felfe erst am 6. November 1961 festgenommen worden. Im Zusammenhang mit der Enttarnung und Verhaftung von Heinz Felfe geriet Reile auch selbst kurz in den Verdacht sowjetischer Spion zu sein.
1957 heiratete Reile in zweiter Ehe in Straßlach-Dingharting die 1915 geborene ehemalige Leistungssportlerin Annchen Wilhelmine Ida Groth, mit der er zunächst im bayerischen Geretsried lebte. 1971 zog das Paar ins norddeutsche Mölln. 1972 veröffentlichte Annchen Reile ein Buch mit Sportanekdoten. Sie verstarb am 13. Juli 2008 in Ratzeburg.

### Schriftstellerische Tätigkeit 1961–1979
Unmittelbar nach seiner Pensionierung begann Reile mit der Abfassung und Veröffentlichung mehrerer Bücher zur Tätigkeit der Abwehr und der Geheimdienste während des Kalten Krieges. Anders als bei dem Spin-Doctor Gert Buchheit schien für ihn dabei eine Verteidigung des BND gegen die Angriffe des DDR Autors Julius Mader keine Bedeutung zu haben. Reiles Darstellungen vermittelten vielmehr den Eindruck, dass der Autor einen großen Spaß daran gehabt hatte, seine Gegner an der Nase herumzuführen.
Allerdings ist zu bedenken, dass Reile bereits 1965 zum Komitee 9. April gehörte, dem Vorläufer der 1967 gegründeten Arbeitsgemeinschaft ehemaliger Abwehrangehöriger (AGEA). Deren zentrales Ziel war die Verteidigung der Tätigkeiten der ehemaligen Abwehr gegen diffamierende Angriffe in Presse, Funk und Fernsehen.
Auch wenn er – anders als Buchheit – in der Nachhut, dem Mitteilungsblatt der AGEA, nur sehr wenige Beiträge veröffentlichte, so wird in diesen doch deutlich, dass auch Reile bemüht war, Darstellungen, die aus seiner Sicht falsch waren, richtigzustellen. Dass Reile mit der bis 1971 in der AGEA andauernden dominierenden Stellung des von dem AGEA-Vorsitzenden Gerhard Henke als Abwehr-Historiograph protegierten Gert Buchheit einverstanden war, kann angesichts der äußerst kritische Haltung Reiles gegenüber dem BND-Präsidenten Gehlen bezweifelt werden. Deutlich erkennbar dagegen ist, wie unter seinem Einfluss die AGEA in den frühen 1970er Jahren die freundschaftlichen Beziehungen zu ehemals führenden Resistance-Mitgliedern (Jaques Abtey, Colonel Rémy) in den Vordergrund stellte. Der hohe Respekt, den Reile in den Reihen der Résistance genoss, ist besonders im Vorwort Colonel Rémys zur französischen Übersetzung von Reiles Buch Die Abwehr (L’Abwehr, Paris 1970) erkennbar.

## Persönlichkeit und Haltung
Seinen offiziellen Beurteilungen aus der NS-Zeit zufolge hatte Reile zwar einen „bürokratischen Hang“, galt aber als „besonders begabter Offizier von rascher Auffassungsgabe“ und „einwandfreier nationalsozialistischer Haltung“. Der britische Geheimdienst bezeichnet etwa 1946 nach zahlreichen Vernehmungen Reiles Persönlichkeit als eigenartig (strange). Er sei gleichzeitig naiv und scharfsinnig (shrewd). Er schreibe Gedichte, sei Naturliebhaber und Träumer, doch sei dies seiner Karriere in der Gegenspionage nicht abträglich gewesen.
Von seinem ehemaligen Mitarbeiter und Sowjetagenten Felfe wurde Reile rückblickend als „typischer Vertreter der ›Herrenideologie‹“ bezeichnet: „Er war und blieb einer aus der geistigen Elite des Antikommunismus, wie er sich auch selbst sah.“ Und für den amerikanischen Politikwissenschaftler und Geheimdienstexperten Kenneth J. Campbell war Reile „ein höchst erfolgreicher Spion, der scheiterte“.
Nach seinem Ausscheiden aus dem Bundesnachrichtendienst veröffentlichte Reile zahlreiche Bücher über die Arbeit der Abwehr und anderer Geheimdienste. Die Publikationen lassen ein hohes Maß an Selbstgerechtigkeit und einen tiefen Drang nach Selbstdarstellung erkennen. Immer wieder werden seine ausgesprochene Polenfeindlichkeit, sein Antikommunismus und sein Hang zum Bürokratismus deutlich. Reiles Distanzierung vom Nationalsozialismus ist halbherzig und in den Formulierungen unkonkret. Er leugnet jegliche Schuld Deutschlands am Zweiten Weltkrieg. Wer das behaupte, setze „die seit Beginn dieses Jahrhunderts gegen uns betriebene verleumderische Propaganda fort.“ Den Widerstand zahlreicher anderer Abwehrmitglieder gegen Hitler erwähnt er, ohne eine Bewertung oder eine eigene Stellungnahme zu liefern. Reiles Begeisterung für den Leiter der Abwehr, Wilhelm Canaris, beruhte nicht auf dessen ablehnender Haltung zum Nationalsozialismus, sondern auf dessen Führungsqualitäten.
Seine eigene NSDAP-Mitgliedschaft verschweigt Reile und behauptet, er habe „bis 1933 keinen Kontakt mit Vertretern der NSDAP. Ihre Gliederung war mir nicht geläufig. Zur Beschäftigung mit innerpolitischen Fragen fehlte mir die Zeit.“ Reiles Schilderungen der Abwehrarbeit sind apologetisch und beschönigen insbesondere die Zusammenarbeit mit dem SS-Sicherheitsdienst und den Einsatz der Geheimen Feldpolizei zwischen 1940 und 1945, bei denen tausende Franzosen getötet wurden. Der Militärhistoriker Magnus Pahl urteilt in seiner Dissertation über Hitlers militärische Feindaufklärung scharf über Reile: „Seine Arbeiten sind von einer starken Rechtfertigungsrhetorik geprägt. Kritische Felder sparte er komplett aus“.
Politisch war Reile zweifelsfrei rechtskonservativ. Laut einem Geheimdienst-Sammelband zweier ehemaligen MfS-Offiziere war er zeitweilig Mitglied der NPD.

## Veröffentlichungen
- Abgetrenntes deutsches Land. Lichtbilder aus Danzig und Umgebung Königsberg 1931.
- Sehnsucht träumt. Danziger Verlagsgesellschaft, Danzig 1933; (Neuauflage Verlag Welsermühl, München/Wels 1970).
- Geheime Westfront. Die Abwehr 1935–1945. Verlag Welsermühl, München/Wels 1962 (Übersetzung: französisch L’Abwehr. Paris 1970).
- Geheime Ostfront. Die deutsche Abwehr 1921–1945. Verlag Welsermühl, München/Wels 1963 (russ. Übersetzung: Tajnaja vojna. Moskau: Centrpoligraf, 2002).
- Kalter Krieg, heisses Europa. Verlag Welsermühl, München/Wels 1965.
- Macht und Ohnmacht der Geheimdienste. Verlag Welsermühl, München/Wels o. J. [1969].
- L’Abwehr. Éditions France-Empire, Paris 1970.
- Hans-Heinrich Sievert. Großartiger Sportler und Mensch. Pohl, Celle 1972 DNB 730071189.
- Treff Lutetia Paris. Verlag Welsermühl, München/Wels 1973 ISBN 3-85339-124-9 (Neuauflage: Der deutsche Geheimdienst im II. Weltkrieg. Band 2: Westfront. Augsburg: Weltbild-Verlag, 1990 ISBN 3-89350-069-3).
- Frauen im Geheimdienst. Federmann, Illertissen o. J. [1979] ISBN 3-922260-00-4.
- Der deutsche Geheimdienst im II. Weltkrieg. Band 1: Ostfront. Weltbild-Verlag, Augsburg 1990 ISBN 3-89350-068-5.
- Der deutsche Geheimdienst im II. Weltkrieg - Westfront : Der Kampf der Abwehr im westlichen Operationsgebiet, in England und Nordafrika, Weltbild Verlag Augsburg 1990.